# Petrus Hofman Peerlkamp

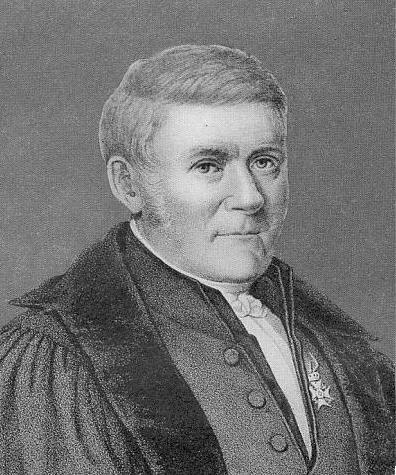
Petrus Hofman Peerlkamp.

Petrus Hofman Peerlkamp, född 2 februari 1786 i Groningen, död 28 mars 1865 i Hilversum, var en nederländsk filolog. 
Peerlkamp var 1822–1848 professor i klassisk litteratur och allmän historia vid universitetet i Leiden. Han verkade som utgivare och textkritiker.